# Christoph von Baden-Durlach (1717–1789)
Christoph Markgraf von Baden-Durlach (* 5. Juni 1717; † 18. Dezember 1789) war ab 1770 kaiserlicher Generalfeldmarschall.

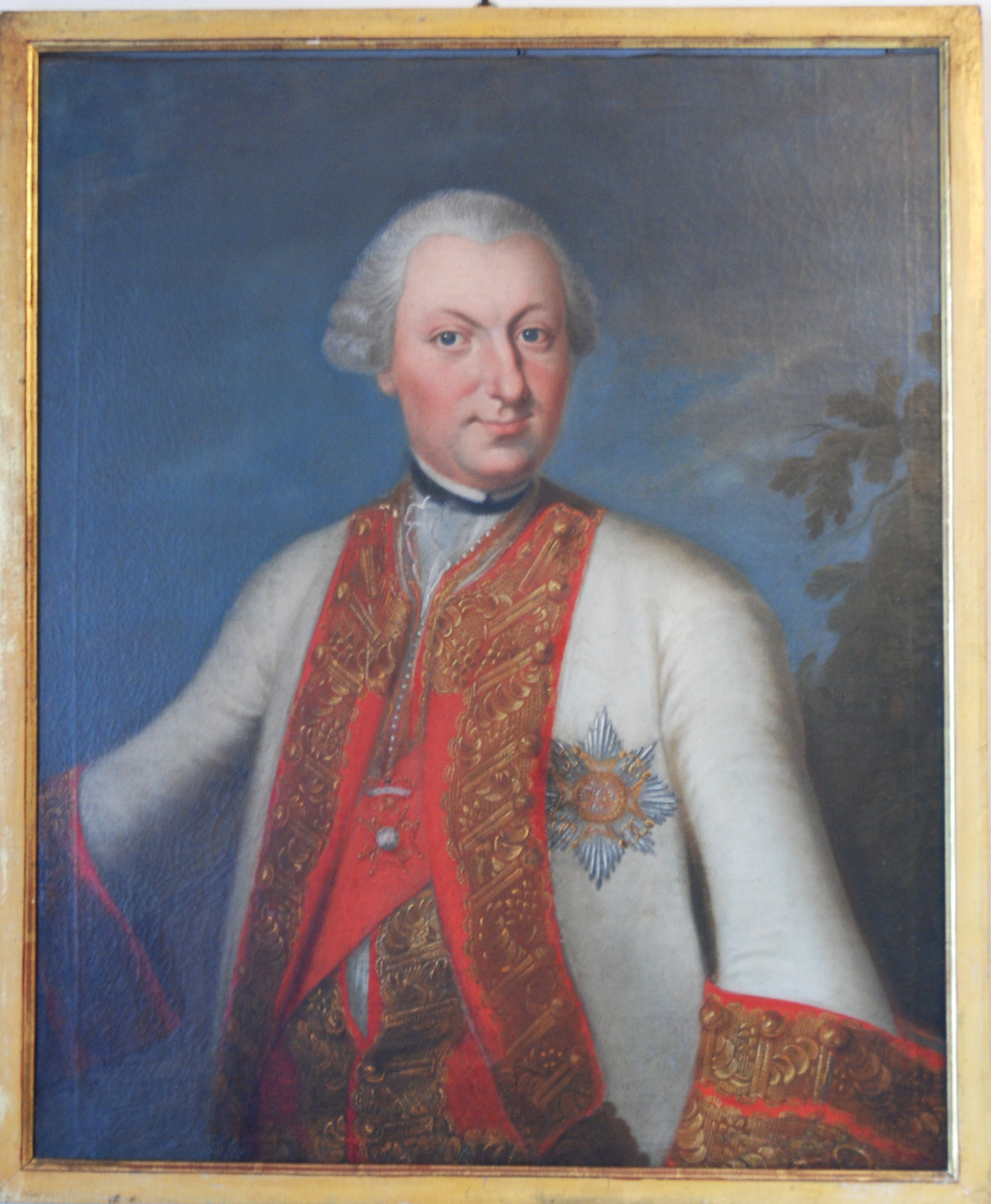
Markgraf Christoph von Baden-Durlach (1717–1789)

## Leben
Christoph war der dritte Sohn von Christoph von Baden-Durlach und Marie Christine Felizitas zu Leiningen-Dagsburg-Falkenburg-Heidesheim (* 30. Dezember 1692; † 3. Juni 1734), der Tochter des Grafen Karl August zu Leiningen-Dagsburg-Falkenburg-Heidesheim.
1734 erhielt er eine Infanteriekompanie von Johann Wilhelm von Sachsen-Eisenach, dem zweiten Gemahl seiner Mutter. Sein Onkel, Markgraf Karl Wilhelm von Baden-Durlach empfahl ihn Herzog Karl Alexander von Württemberg, der ihn zum General-Adjutanten und später zum Oberstleutnant eines württembergischen Regiments machte. Er nahm am polnischen Erbfolgekrieg an der Rheinfront teil.
1738 ging er mit einem württembergischen Regiment nach Ungarn, wo er am österreichischen Türkenkrieg teilnahm. Im österreichischen Erbfolgekrieg wurde er 1741 Oberst und 1744 Generalfeldwachtmeister und kämpfte unter Karl von Lothringen u. a. in der Schlacht bei Hohenfriedberg. 1761 wurde er zum Generalfeldzeugmeister und 1770 schließlich zum Generalfeldmarschall ernannt.

## Ehe und Nachkommen

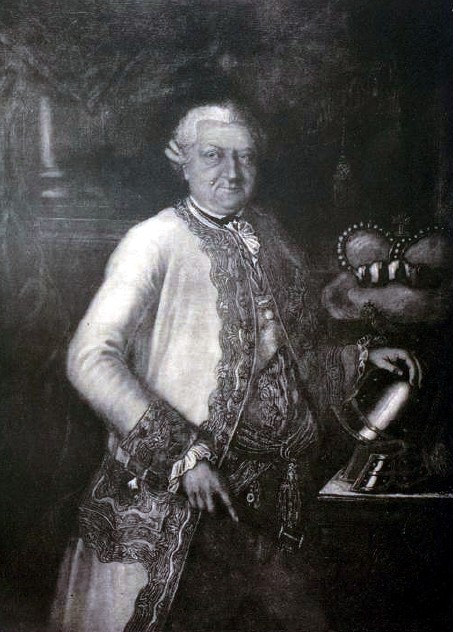
Christoph von Baden-Durlach – 1786

Christoph ging mit Katharina Höllischer am 28. September 1779 eine morganatische Ehe ein; die Kinder aus dieser Ehe erhielten den Namen von Freydorf
- Karl Wilhelm Eugen von Freydorf (* 3. Februar 1781 in Karlsruhe; † 25. Juli 1854 in Karlsruhe); am 17. Juli 1806 von Karl Friedrich in den erblichen Adelsstand erhoben; später badischer Kriegsminister; Vater des Rudolf von Freydorf und des Berthold von Freydorf
- Ludwig Christoph August von Freydorf, (* 1782 Karlsruhe; † 1783 Durlach)